# Graciliella
Graciliella (лат.) — род слепых и бескрылых пещерных жуков семейства Лейодиды.

## Распространение
Босния и Герцеговина, Хорватия, Черногория.

## Описание
Мелкие жуки (длина около 8 мм) светло-коричневого цвета. Безглазые и бескрылые. Грудь очень узкая с перетяжкой в средней части. Брюшко округлое. Пещерные виды, обладают рядом троглобионтных признаков, включая депигментацию покровов тела, редуцированные глаза, усики и ноги очень длинные и тонкие.

## Систематика
6 видов. Род был выделен в 2016 году сербским энтомологом и биоспелеологом Iva Njunjić и её коллегами из Франции и Нидерландов в результате молекулярно-генетических исследований из состава рода Anthroherpon на основе нескольких видов его видовой группы hoermanni и двух новых для науки таксонов. В составе подтрибы Anthroherponina (подсемейство Cholevinae, триба Leptodirini) близок к родам Leptomeson и Anthroherpon.
- Graciliella absoloni (Guéorguiev, 1990)[6]
- Graciliella apfelbecki (Müller, 1910)
  - Graciliella apfelbecki apfelbecki (Müller, 1910)[7]
  - Graciliella apfelbecki scutulatum (Giachino & Guéorguiev, 1993)[8]
  - Graciliella apfelbecki schwienbacheri (Giachino & Vailati, 2005)[9]
  - Graciliella apfelbecki sculptifrons (Winkler, 1925)
- Graciliella kosovaci Njunjić et al., 2016[1]
- Graciliella lahneri (Matcha, 1916)[10]
- Graciliella metohijensis (Zariquiey, 1927)[11]
- Graciliella ozimeci Njunjić et al., 2016[1]

## Этимология
Родовое название Graciliella происходит от латинского слова «gracilis», что означает «грациозный, стройный» и относится к габитусу тела этих жуков.